# Cyrtarachne lepida
Cyrtarachne lepida är en spindelart som beskrevs av Tord Tamerlan Teodor Thorell 1890. Cyrtarachne lepida ingår i släktet Cyrtarachne och familjen hjulspindlar. Inga underarter finns listade i Catalogue of Life.